# Esther Hobart Morris
Esther Hobart Morris (Tioga, Nueva York, 8 de agosto de 1814-Cheyenne, Wyoming, 2 de abril de 1902), fue la primera mujer juez de paz de Estados Unidos.
La Junta de Comisionados del Condado de Sweetwater, nombró a Morris como juez de paz, tras el juez R.S.Barr, quien había renunciado en protesta por la aprobación del sufragio femenino en el territorio de Wyoming en diciembre de 1869.